# Onthophagus aemulus
Onthophagus aemulus là một loài bọ cánh cứng trong họ Bọ hung (Scarabaeidae).